# Beland Honderich
Beland Honderich OC (* 25. November 1918 in Kitchener, Ontario; † 8. November 2005 in Vancouver) war ein kanadischer Zeitungsverleger (The Toronto Star).

## Leben
Er arbeitete während des Zweiten Weltkrieges beim Toronto Star. Er begann dort 1943 als Reporter, wurde dann Finanzredakteur, später in 1955 Chefredakteur. 1966 stieg er zum Präsidenten und Verleger des Toronto Star auf. Später, 1969, war er Vorsitzender und Herausgeber, sowie Vorsitzender der Muttergesellschaft Torstar. 
Honderich schuf mit dem Toronto Star die größte unabhängige, kanadische Tageszeitung.
Sein Bruder ist der kanadisch-britische Philosoph Ted Honderich.

## Auszeichnungen
- 1976: Auszeichnung als honorary LL.D. der York University.
- 1977: Auszeichnung als honorary LL.D. der Wilfrid Laurier University.
- 1986: Auszeichnung als Officer der Order of Canada.
- 1989: Auszeichnung als honorary D.Litt. der Carleton University.